# Freestyle-Skiing-Juniorenweltmeisterschaften 2012
Die 6. FIS Freestyle-Skiing-Juniorenweltmeisterschaften fanden vom 20. bis zum 24. März 2012 in Chiesa in Valmalenco statt. Ausgetragen wurden Wettkämpfe im Moguls,  Dual Moguls, Aerials, Skicross und Slopestyle.

## Medaillenspiegel
| Platz | Land                | Gold | Silber | Bronze | Gesamt |
| ----- | ------------------- | ---- | ------ | ------ | ------ |
| 1     | Vereinigte Staaten  | 3    | 2      | 1      | 6      |
| 2     | Volksrepublik China | 2    | -      | 1      | 3      |
| 3     | Schweden            | 1    | 2      | 1      | 4      |
| 4     | Schweiz             | 1    | 1      | 2      | 4      |
| 5     | Kasachstan          | 1    | -      | 1      | 2      |
| 6     | Japan               | 1    | -      | -      | 1      |
| 6     | Deutschland         | 1    | -      | -      | 1      |
| 8     | Norwegen            | -    | 2      | -      | 2      |
| 9     | Russland            | -    | 1      | 3      | 4      |
| 10    | Belarus             | -    | 1      | -      | 1      |
| 10    | Frankreich          | -    | 1      | -      | 1      |
| 12    | Südkorea            | -    | -      | 1      | 1      |
|       | Gesamt              | 10   | 10     | 10     | 30     |

## Ergebnisse Frauen

### Aerials
| Platz | Land                | Sportlerin               | Punkte |
| ----- | ------------------- | ------------------------ | ------ |
| 1     | Volksrepublik China | Quan Huilin              | 147,24 |
| 2     | Belarus             | Hanna Huskowa            | 144,34 |
| 3     | Vereinigte Staaten  | Kiley McKinnon           | 129,64 |
| 4     | Russland            | Alina Gridnewa           | 123,15 |
| 5     | Russland            | Weronika Korsunowa       | 119,26 |
| 6     | Belarus             | Aljaksandra Ramanouskaja | 118,72 |
| 7     | Ukraine             | Anastassija Nowossad     | 116,05 |
| 8     | Kasachstan          | Schanbota Aldabergenowa  | 114,93 |
| 9     | Ukraine             | Nadija Mochnazka         | 111,61 |
| 10    | Vereinigte Staaten  | Sara Swenson             | 99,38  |

Datum: 21. März 2012

Es waren 14 Teilnehmerinnen am Start.

### Moguls
| Platz | Land               | Sportlerin         | Punkte |
| ----- | ------------------ | ------------------ | ------ |
| 1     | Kasachstan         | Julija Galyschewa  | 23,24  |
| 2     | Vereinigte Staaten | Anna Park          | 23,21  |
| 3     | Russland           | Marika Pertachija  | 22,88  |
| 4     | Vereinigte Staaten | Ali Kariotis       | 22,67  |
| 5     | Kanada             | Taylah O’Neill     | 22,54  |
| 6     | Norwegen           | Hedvig Wessel      | 22,38  |
| 7     | Deutschland        | Laura Grasemann    | 21,69  |
| 8     | Italien            | Giorgia Bertoncini | 20,02  |
| 9     | Vereinigte Staaten | Nessa Dziemian     | 19,64  |
| 10    | Norwegen           | Aurora Amundsen    | 19,49  |

Datum: 23. März 2012

Es waren 24 Teilnehmerinnen am Start.

Weitere Teilnehmerinnen aus deutschsprachigen Ländern:

 Miriam Engler: 17. Platz

 Katharina Ramsauer: 19. Platz

 Ana Maria Grassi: 22. Platz

### Dual Moguls
| Platz | Land               | Sportlerin        |
| ----- | ------------------ | ----------------- |
| 1     | Vereinigte Staaten | Ali Kariotis      |
| 2     | Russland           | Marika Pertachija |
| 3     | Kasachstan         | Julija Galyschewa |
| 4     | Japan              | Miki Ichimura     |
| 5     | Deutschland        | Laura Grasemann   |
| 6     | Norwegen           | Hedvig Wessel     |
| 7     | Russland           | Svetlana Ivanova  |
| 8     | Vereinigte Staaten | Tali Peters       |

Datum: 24. März 2012

Es waren 24 Teilnehmerinnen am Start.

Weitere Teilnehmerinnen aus deutschsprachigen Ländern:

 Miriam Engler: 18. Platz

 Ana Maria Grassi: 20. Platz

 Nicole Gasparini: 21. Platz

 Katharina Ramsauer: 22. Platz

### Skicross
| Platz | Land        | Sportlerin         |
| ----- | ----------- | ------------------ |
| 1     | Deutschland | Julia Eichinger    |
| 2     | Schweiz     | Jorinde Müller     |
| 3     | Schweiz     | Emilie Benz        |
| 4     | Frankreich  | Amelie Schneider   |
| 5     | Frankreich  | Alizée Baron       |
| 6     | Schweiz     | Priscillia Annen   |
| 7     | Österreich  | Verena Bogner      |
| 8     | Kanada      | India Sherret      |
| 9     | Schweden    | Sandra Näslund     |
| 10    | Russland    | Ekaterina Maltseva |

Datum: 20. März 2012

Es waren 31 Teilnehmerinnen am Start.

Weitere Teilnehmerinnen aus deutschsprachigen Ländern:

 Christina Langreiter: 12. Platz

 Margarethe Aschauer: 14. Platz

### Slopestyle
| Platz | Land               | Sportlerin                 |
| ----- | ------------------ | -------------------------- |
| 1     | Vereinigte Staaten | Devin Logan                |
| 2     | Norwegen           | Tiril Sjåstad Christiansen |
| 3     | Schweden           | Sandra Dejin               |
| 4     | Italien            | Giorgia Bertoncini         |
| 5     | Frankreich         | Emilie Cruz                |
| 6     | Tschechien         | Kristyna Kapounova         |
| 7     | Norwegen           | Linn-Ida Murud             |
| 8     | Schweden           | Emma Hogland               |
| 9     | Schweiz            | Camillia Berra             |
| 10    | Deutschland        | Sabrina Cakmakli           |

Datum: 22. März 2012

Es waren zehn Teilnehmerinnen am Start.

## Ergebnisse Männer

### Aerials
| Platz | Land                | Sportler          | Punkte |
| ----- | ------------------- | ----------------- | ------ |
| 1     | Volksrepublik China | Zhang Zhining     | 194,92 |
| 2     | Vereinigte Staaten  | Jonathon Lillis   | 172,19 |
| 3     | Volksrepublik China | Wang Xindi        | 168,49 |
| 4     | Volksrepublik China | Wang Shuang       | 168,31 |
| 5     | Vereinigte Staaten  | Mac Bohonnon      | 165,77 |
| 6     | Belarus             | Dmitry Glushakov  | 160,15 |
| 7     | Russland            | Stanislaw Nikitin | 154,79 |
| 8     | Vereinigte Staaten  | Michael Rossi     | 149,88 |
| 9     | Schweiz             | Dimitri Isler     | 133,09 |
| 10    | Vereinigte Staaten  | Alex Bowen        | 130,63 |

Datum: 21. März 2012

Es waren 17 Teilnehmer am Start.

Weitere Teilnehmer aus deutschsprachigen Ländern:

 Michel Stutz: 16. Platz

### Moguls
| Platz | Land               | Sportler          | Punkte |
| ----- | ------------------ | ----------------- | ------ |
| 1     | Vereinigte Staaten | Bradley Wilson    | 24,07  |
| 2     | Schweden           | Ludvig Fjällström | 23,91  |
| 3     | Südkorea           | Choi Jae-woo      | 23,24  |
| 4     | Vereinigte Staaten | Dylan Walczyk     | 22,90  |
| 5     | Japan              | Rikuya Tanaka     | 22,59  |
| 6     | Japan              | Motoki Shikata    | 22,04  |
| 7     | Japan              | Tatsuki Kobayashi | 21,75  |
| 8     | Frankreich         | Benjamin Cavet    | 21,19  |
| 9     | Kasachstan         | Andrey Sokolov    | 20,89  |
| 10    | Schweden           | Ricky Svensson    | 20,61  |

Datum: 23. März 2012

Es waren 34 Teilnehmer am Start.

Weitere Teilnehmer aus deutschsprachigen Ländern:

 Marco Tadé: 11. Platz

 Julius Garbe: 22. Platz

 Fabio Gasparini: 34. Platz

### Dual Moguls
| Platz | Land               | Sportler          |
| ----- | ------------------ | ----------------- |
| 1     | Japan              | Rikuya Tanaka     |
| 2     | Schweden           | Fredrik Säterberg |
| 3     | Russland           | Alexei Pawlenko   |
| 4     | Japan              | Tatsuki Kobayashi |
| 5     | Vereinigte Staaten | Troy Murphy       |
| 6     | Schweden           | Ludvig Fjällström |
| 7     | Russland           | Sergei Shimbuev   |
| 8     | Vereinigte Staaten | Michael Degrandis |

Datum: 24. März 2012

Es waren 34 Teilnehmer am Start.

Weitere Teilnehmer aus deutschsprachigen Ländern:

 Marco Tadé: 10. Platz

 Julius Garbe: 20. Platz

 Fabio Gasparini: 21. Platz

### Skicross
| Platz | Land               | Sportler              |
| ----- | ------------------ | --------------------- |
| 1     | Schweden           | John Eklund           |
| 2     | Frankreich         | Terence Tchiknavorian |
| 3     | Russland           | Roman Illin           |
| 4     | Russland           | Kirill Merenkov       |
| 5     | Vereinigte Staaten | Brant Crossan         |
| 6     | Kanada             | Robert Dunn           |
| 7     | Russland           | Sergei Ridsik         |
| 8     | Frankreich         | Rodolphe Balacco      |
| 9     | Deutschland        | Marzellus Renn        |
| 10    | Schweden           | Viktor Andersson      |

Datum: 20. März 2012

Es waren 52 Teilnehmer am Start.

Weitere Teilnehmer aus deutschsprachigen Ländern:

 Timo Müller: 14. Platz

 Romain Détraz: 15. Platz

 Maximilian Luckmaier: 19. Platz

 Robin Gansner: 21. Platz

 Lukas Peherstorfer: 23. Platz

 Adam Kappacher: 33. Platz

 Theo Cheli: 37. Platz

### Slopestyle
| Platz | Land       | Sportler                 |
| ----- | ---------- | ------------------------ |
| 1     | Schweiz    | Kai Mahler               |
| 2     | Norwegen   | Øystein Bråten           |
| 3     | Schweiz    | Jonas Hunziker           |
| 4     | Norwegen   | Magnus Solheim           |
| 5     | Frankreich | Victor Berard            |
| 6     | Norwegen   | Felix Stridsberg-Usterud |
| 7     | Schweiz    | Cyrill Hunziker          |
| 8     | Finnland   | Anttu Oikkonen           |

Datum: 22. März 2012

Es waren 52 Teilnehmer am Start.

Weitere Teilnehmer aus deutschsprachigen Ländern:

 Dennis Ranalter: 15. Platz

 Markus Obwaller: 16. Platz

 Luca Trobondeau: 37. Platz

 Frederick Iliano: 43. Platz

 Sebastian Geiger: 44. Platz

 Lukas Joas: 51. Platz